# Ljungö
Ljungö är en ö i Åland (Finland). Den ligger i Skärgårdshavet och i kommunen Sottunga i landskapet Åland, i den sydvästra delen av landet. Ön ligger omkring 42 kilometer öster om Mariehamn och omkring 240 kilometer väster om Helsingfors.
Öns area är 34,4 hektar och dess största längd är 1 kilometer i nord-sydlig riktning. Ön höjer sig omkring 20 meter över havsytan.